# キャンディ・ミルキィ

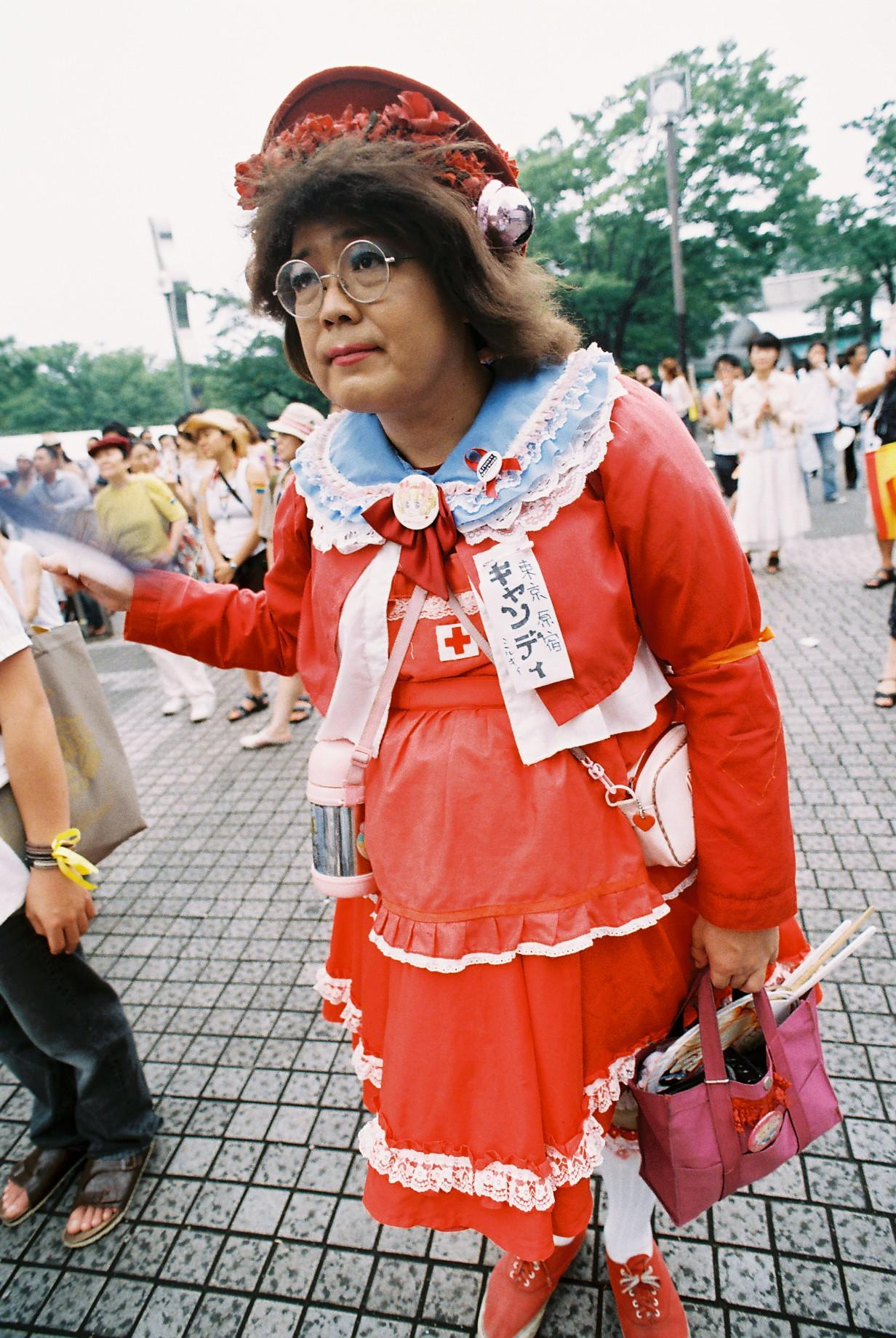
東京のゲイパレードに参加したキャンディ・ミルキィ(2006年撮影)

キャンディ・ミルキィ（キャンディ・H・ミルキィ、1952年 - 2025年3月27日）は、日本の女装愛好家。「キャンディ・キャンディおじさん」「メルヘンおじさん」「キャンミル」などとも呼ばれる。東京都出身。本名・塩沢雄三。“女装家”という言葉を好まず、あくまで“愛好家”であることにこだわった。
晩年まで元傭兵、軍事評論家のテレンス・リーが顧問、小説家の松田優が代表を務める芸能プロダクション「オフィステレンスリー」に所属。TBS系『ジロジロ有吉』にてレポーターを務めるなどのタレント活動を行なっていた。

## 人物
「東京原宿キャンディ・ミルキィ」と手書きした大きな名札をつけたフリフリの赤い衣装にランドセル、女性用ウィッグと帽子を被り、濃いめの化粧を施したスタイルが定番。衣装は大好きな漫画『キャンディ・キャンディ』を参考に手作りしたものである。
日本における女装愛好界の有名人のひとり。1980年代から原宿の歩行者天国に通って女装姿で歩くようになり、特異な人物としてメディアに取り上げられるようになった。歩行者天国廃止後は、秋葉原や中野（中野ブロードウェイ界隈）など、サブカルチャー愛好家が集まるエリアでの目撃情報も少なくない。また、同性愛者など性的少数者のイベントである東京プライドパレードにも積極的に参加した。ただし、キャンディ自身は、あくまで愛らしい衣服を身に着ける“女装”にフェティシズムを覚えるのであって、女性になりたいわけではない。性的指向対象は異性であり、ゲイもしくはバイセクシャルではない。声のトーン、話し方、所作も年齢相応の男性である。
活動名としている「キャンディ」は当初『キャンディ・キャンディ』を意識したものではなかった。女装クラブに通い始めた時、クラブ内での名前（あだ名・呼び名）を付けることになり、何気なくつけたものである。その名を聞いた仲間が『キャンディ・キャンディ』から拝借した名前だと勘違いしたことが発端となり、自身も漫画に興味を持って読み始めたところストーリーの奥深さにすっかり魅了された。作画を担当したいがらしゆみこが描くリボンやフリルたっぷりの洋服にも魅せられ、その後の女装の方向性に大きな影響を受ける。また、同作品のグッズ収集を始め、他界するまでに700点以上収集した。「ミルキィ」は、元々好きだった不二家のマスコットキャラクター「ペコちゃん」を象徴する商品“ミルキー”から拝借。“キャンディ”と語呂を合わせるためミルキーではなく“ミルキィ”表記にした。
4人きょうだいの末っ子（兄・姉・兄・本人）。きょうだいで唯一の女の子である4歳年上の姉に与えられる洋服は丸襟にフリルやレースがあしらわれた可愛らしいもので、とても羨ましいと感じ、また同時に「着てみたい」という感情が芽生えたという。2007年11月14日に東京・千歳烏山の杏ホールで行われたイベントにおいて「小学生低学年時のある日、銭湯に行った際、親が持たせた着替えのなかに間違って姉のブラウスが入っていた。しめたとばかりに、姉のブラウスを着て遠回りしながら夜道を帰った。」と語っている。このエピソードは、のちに「松の湯事件」として自叙伝に収録している（自主出版。原作：キャンディ・H・ミルキィ、構成・作画：ソルボンヌ・K子）。
銭湯での一件で得た高揚感が忘れられず、それ以来、家族の留守中に姉の服を持ち出して着用しては悦に入っていた。また、小学校高学年時に行っていた新聞配達で町内を回る際、古着ゴミとして出された婦人服を拾ってきて、家でこっそり女装をするようになる。
成人してからも女性の衣服に対する憧れが消えることはなかったが公言することは憚られた。結婚して子宝に恵まれ、事業が忙しかったこともあり女装の世界から足が遠のいていた。しかし、ある時、テレビの歌番組に出演した松田聖子が着用していた白いドレスを見て以来、自分もフリルのついたドレスを着たいという思いが再燃し、衝動を抑えられなくなる。悩んだ末、1984年4月4日に女装クラブの老舗「エリザベス会館」を訪れ、同じ趣味を持つ仲間たちとともに自身の欲求を満たし、性癖を解放した。以来、常連となる。その後、女装姿で外出することに抵抗がなくなり、家族には内緒で原宿の歩行者天国に繰り出して開放的な気分を味わっていた。やがて妻の知るところとなり、理解を求めたが受け入れて貰えず1994年に離婚（後年になり、わだかまりは消えて良好な関係を築いている）。
女装趣味の一方でミリタリーマニアでもあり、愛用しているバイクも軍用バイク、防衛省が開催する陸海空自衛隊の基地祭や民間ミリタリーイベントにも足繁く通っていた。
2025年3月27日、間質性肺炎のため、72歳で亡くなった。

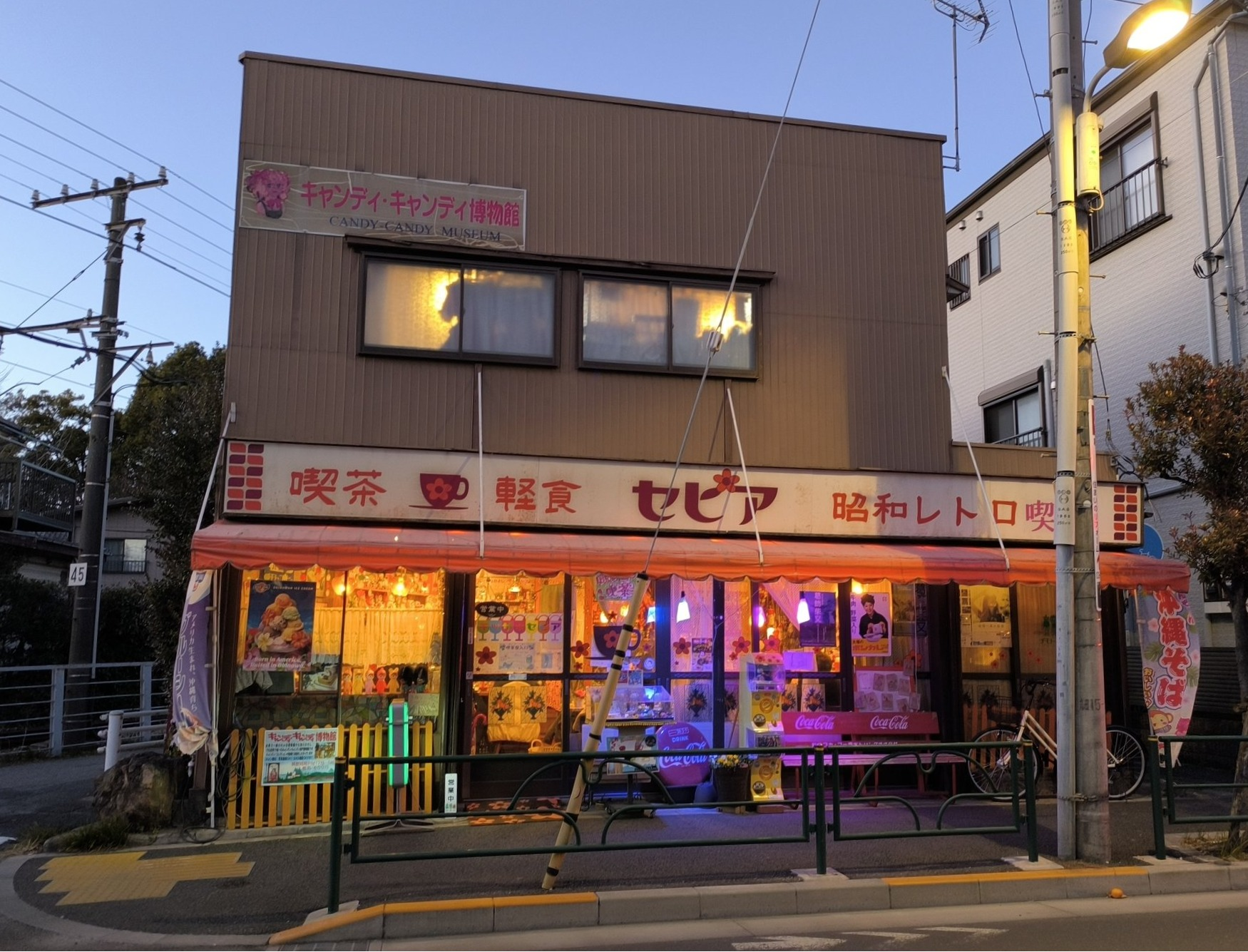
葛飾区柴又にある「キャンディ・キャンディ博物館」

## 経歴
高校卒業後、印刷所に就職。印刷所勤務をしながら定時制高校に再入学。定時制高校で知り合った同じ年の女性と22歳で結婚、三児を儲ける。印刷所を退職し写植業および版下制作業として独立。しかし女装の趣味に傾倒し過ぎて衣裳部屋として借りていたアパートから数週間単位で帰らない日が続き、事業が疎かになり経営が傾く。更に家族に女装を理解して貰えなかったことも追い風となり離婚。会社を畳み、羽田空港にてグランドハンドリング作業員として勤務。定年後もアルバイトとして2019年まで勤めたが、脳梗塞発症を機に退職。治療後、シルバー人材センターに登録して清掃のアルバイトに従事した。晩年は「キャンディ・キャンディ博物館」の館長として常駐した。2025年3月27日、特発性間質性肺炎により死去。「キャンディ・キャンディ博物館」の運営は「昭和レトロ喫茶セピア」に引き継がれることが所属事務所「オフィステレンスリー」より発表された。
- 1974年、結婚。のち、三児の父となる
- 1976年、出版社「雄美社」設立
- 1984年4月4日、女装クラブ「エリザベス」にて本格的に女装デビュー。その後、定期的に通い愛好者となる[10]
- 1988年、アマチュア女装者向けの雑誌『ひまわり』（雄美社）を創刊。編集長兼発行人を務め2005年8月25日発刊の通算76号を以て廃刊
- 1994年、離婚
- 2008年頃からキャンディ・キャンディ・グッズコレクションの展示会を開催[12]
- 2017年12月1日、葛飾区柴又にある「昭和レトロ喫茶セピア」の2階に「キャンディ・キャンディ博物館」を開設、館長を務める[13][10]
- 2020年、特発性間質性肺炎の診断を受け、余命5年の宣告を受ける
- 2021年7月、YouTubeチャンネルを開設
- 2024年2月、歌手デビュー[14]
- 2025年3月19日、体調を崩しICUに緊急入院
- 2025年3月27日、同日永眠したことを親族がFacebookを通じ報告した[3]。72歳没[1]。

## ディスコグラフィ
キャンディ・H・ミルキィ 名義
| 発売日         | タイトル                                 | 作詞         | 作曲       | 規格                   |
| -------------- | ---------------------------------------- | ------------ | ---------- | ---------------------- |
| 2024年 2月17日 | キャンミルのレッドカーペットで踊りたい！ | テレンスリー | 笠間千保子 | デジタル・ダウンロード |

## 参考資料
- 雑誌『FRIDAY』 1992年4月3日号
- 『ガロ』 1994年7月号
- 『SPA!』 1994年7月20日号
- 『諸君!』 1994年12月号
- 『SPA!』 1995年3月29日号
- 『週刊朝日』 1996年2月23日号
- 『週刊大衆 臨時増刊号』 1998年9月18日号
- 『新・調査情報』 1999年5月号
- 西原理恵子・著『人生一年生』2号（小学館、2003年）収録の「あの人に会いたくない」
- 伏見憲明・著『ゲイという経験　増補版』（マガジンハウス、2004年）収録の「第1章 キャンピィ・パラダイス」
- 『朝日新聞』2023年7月22日 Be「フロントランナー」[15]